# Cooperstown (Észak-Dakota)
Cooperstown település az Amerikai Egyesült Államok Észak-Dakota államában, Griggs megyében, melynek megyeszékhelye is. Lakosainak száma 983 fő (2020. április 1.).

## Népesség
A település népességének változása:

| 2010 | 984 |
| 2020 | 983 |